# Ткоца
Ткоца (груз. ტკოცა) — село в Грузии. Находится в Хашурском муниципалитете края Шида-Картли. Высота над уровнем моря составляет 800 метров. Население — 487 человек (2014).